# Liste der Ehrenbürger der Stadt Cottbus

Ernennungsurkunde von Max Grünebaum zum Ehrenbürger der Stadt Cottbus, 1908

Die Stadt Cottbus hat folgenden Personen das Ehrenbürgerrecht verliehen (Auflistung chronologisch nach dem Jahr der Verleihung):

## Ehrenbürger
| Verleihung | Träger                     | geb. | gest. | Anmerkungen | Nachweis | Straßenname in Cottbus |
| ---------- | -------------------------- | ---- | ----- | --- | -------- | ---------------------- |
| 1857       | Hermann von Pückler-Muskau | 1785 | 1871  | Schlossherr auf Branitz und Landschaftsarchitekt                                                                          | [ 1 ]    | Pücklerstraße          |
| 1903       | Richard Koch               | 1834 | 1910  | Präsident des Reichsbankdirektoriums                                                                                      | [ 2 ]    | Kochstraße             |
| 1903       | Wilhelm Riedel             | 1829 | 1916  | Fabrikant und Gründer mehrerer wohltätiger Einrichtungen                                                                  | [ 3 ]    | Wilhelm-Riedel-Straße  |
| 1908       | Max Grünebaum              | 1851 | 1925  | Textilfabrikant | [ 4 ]    | Max-Grünebaum-Straße   |
| 1914       | Paul Werner                | 1848 | 1927  | Oberbürgermeister | [ 5 ]    | Wernerstraße           |
| 1926       | Ewald Haase                | 1849 | 1930  | Feuerwehroberführer | [ 6 ]    | Ewald-Haase-Straße     |
| 1963       | Elisabeth Wolf             | 1873 | 1964  | Kunstmalerin | [ 7 ]    | Elisabeth-Wolf-Straße  |
| 1965       | Walter Wagner              | 1898 | 1970  | Arbeiter, kommunistischer Widerstandskämpfer gegen den Nationalsozialismus                                                | [ 8 ]    |                        |
| 1965       | Alfred Altmann             | 1891 | 1979  | Arbeiter, Bürgermeister, Vorsitzender der Vereinigung der Verfolgten des Naziregimes im Kreis Cottbus                     | [ 9 ]    |                        |
| 1965       | Franz Striemann            | 1909 | 1984  | Arbeiter, Aktivist | [ 10 ]   |                        |
| 1974       | Annemarie Schulz           | 1897 | 1979  | Arbeiterin, kommunistische Widerstandskämpferin gegen den Nationalsozialismus                                             | [ 11 ]   |                        |
| 1974       | Max Döring                 | 1893 | 1974  | Buchbinder, 1945 bis 1946 Oberbürgermeister                                                                               | [ 12 ]   |                        |
| 1976       | Franz Noack                | 1901 | 1979  | Arbeiter, kommunistischer Widerstandskämpfer gegen den Nationalsozialismus, SED-Funktionär                                | [ 13 ]   |                        |
| 1979       | Ferdinand Greiner          | 1900 | 1979  | Arbeiter, Kommunist, Spanienkämpfer, Freiwilliger in der Roten Armee                                                      | [ 14 ]   |                        |
| 1979       | Walter Drangosch           | 1899 | 1985  | Antiquar und Heimatforscher                                                                                               | [ 15 ]   |                        |
| 1979       | Bernhard Pischon           | 1912 | 1999  | Dreher, kommunistischer Widerstandskämpfer gegen den Nationalsozialismus                                                  | [ 16 ]   |                        |
| 1979       | Alma Maey                  | 1897 | 1992  | Arbeiterin, sozialdemokratische Widerstandskämpferin gegen den Nationalsozialismus, Bürgermeisterin von Lübben, Landrätin | [ 17 ]   |                        |
| 1981       | Johannes Werner            | 1908 | 1986  | Handelskaufmann und Komponist                                                                                             | [ 18 ]   |                        |
| 1981       | Kurt Kerscht               | 1906 | 1981  | Arbeiter, kommunistischer Widerstandskämpfer gegen den Nationalsozialismus                                                | [ 19 ]   |                        |
| 1989       | Gertrud Nolte              | 1923 | 1999  | stellvertretende Oberbürgermeisterin                                                                                      | [ 20 ]   |                        |